# Харатін Ірина Олексіївна
Ірина Олексіївна Харатін (нар. 1973, Скала-Подільська, УРСР) — українська майстриня народних художніх промислів художнього писанкарства (2011).

## Життєпис
Закінчила Київські художні курси «Оберіг» виробничо-будівельної фірми «Фобос-С». Від 1999 — керівниця гуртків Скала-Подільського дитячого парку. 
Захоплюється писанкарством. 
Співініціаторка акції єднання «Україна моя вишивана».
Персональні виставки:
- 2010 — Борщівський обласний краєзнавчий музей.
- 2011 — «Писанковий дивосвіт» — Борщівський обласний краєзнавчий музей.